# بازگشت علاف‌ها
بازگشت علاف‌ها (به هندی: Fukrey Returns) یا بازگشت تنبل‌ها (به انگلیسی: Slackers return) فیلمی هندی محصول سال ۲۰۱۳ و به کارگردانی مریگدیپ سینگ لامبا است. در این فیلم بازیگرانی همچون پولکیت سامرات، مانجوت سینگ، علی فضل، وارون شارما، پریا آناند، ویشاکا سینگ، پانکاج تریپاتی، راجیو گوپتا، سانجانا سنگهی و ریچا چادا ایفای نقش کرده‌اند. این فیلم دنباله فیلم علاف‌ها است.